# Guangzhou Gymnasium
Guangzhou Gymnasium é uma arena em Guangzhou, China. A arena é usada como local de concertos e eventos esportivos, tais como basquete e tênis. Foi construída entre 11 de Fevereiro de 1999 e 30 de junho de 2001, com uma capacidade de 10.000 pessoas. Foi projetadA por Paul Andreu.

## Notable events
- Campeonato Mundial de Tênis de Mesa de 2008
- Sudirman Cup 2009
- Jogos Asiáticos de 2010
- 30 de junho de 2012: - o show de retorno da boy band sul-coreana Shinhwa, depois de quatro anos parados devido a serviço militar obrigatório.[2]